# Kingdom (manga)
Kingdom (キングダム Kingudamu?) es una serie de manga escrita e ilustrada por Yasuhisa Hara. Es publicada en la revista Weekly Young Jump, la publicación semanal seinen de Shueisha desde enero del 2006. A la fecha, sus capítulos han sido recopilados en 76 volúmenes tankōbon. Kingdom narra una versión ficticia del periodo de los Reinos combatientes principalmente a través de las experiencias del huérfano de guerra Xin y sus camaradas mientras lucha por convertirse en el general más grande bajo los cielos, y al hacerlo, unificar China por primera vez en 500 años. 
La obra fue adaptada a una serie de anime de cinco temporadas por el estudio Pierrot. La primera temporada, de 38 episodios, se emitió en junio del 2012 hasta febrero del 2013; una segunda temporada de 39 episodios se emitió en junio del 2013 hasta marzo del 2014; la tercera temporada a manos de Studio Signpost y Pierrot salió al aire en abril del 2020 hasta octubre del 2021; una cuarta temporada de 26 episodios se emitió desde abril a octubre del 2022; la quinta temporada se estrenó el 13 de enero del 2024. 
Una película de acción real se estrenó en abril del 2019, la secuela en julio del 2022, y la tercera cinta en julio del 2023. Una cuarta película está anunciada para julio del 2024.
Para noviembre del 2023, el manga de Kingdom ya contaba con más de 100 millones de copias en circulación, haciéndola una de las series de manga más vendidos en la historia. En 2013, el manga ganó el Gran Premio del Premio Cultural Tezuka.

## Sinopsis

### Contexto histórico
La historia de Kingdom es una adaptación ficticia del periodo de la historia de China conocido como el periodo de los Reinos combatientes, que terminó en el año 221 a. C., cuando Ying Zheng, rey de Qin, logró conquistar los demás estados y unificar China. 
Varios de los personajes están basados en figuras históricas. Muchos de estos toman su nombre de personas reales, y otras veces sus nombres son totalmente diferentes; por lo general, esto es el resultado de los kanji japoneses ser préstamos desde caracteres chinos, con algunos nombres chinos no teniendo caracteres equivalentes en kanji. 

### Argumento
Nacidos durante el periodo de los Reinos Combatientes en la antigua China, Xin y Piao son huérfanos de guerra que trabajan como sirvientes en una aldea pobre del reino de Qin. No obstante, sueñan con convertirse en “Grandes Generales bajo los Cielos” y entrenan a diario. Un día, Piao es llevado al palacio para un propósito desconocido por un ministro y Xin es dejado atrás. Unos meses después, Piao Vuelve a la aldea al borde de la muerte, pidiéndole a Xin que vaya a otra aldea. Allí, Xin conoce a un chico prácticamente idéntico a Piao: Ying Zheng, el actual rey de Qin. Xin descubre que Piao sirvió como doble para Zheng y fue mortalmente herido en una disputa por el trono. Pese a en un inicio estar furioso con Zheng por causar la muerte de Piao, Xin decide aprovechar la oportunidad y ayudar al rey en derrocar a su medio hermano menor (Cheng Jiao) y reclamar el trono de Qin. 
Habiendo tenido éxito, Xin inicia su vida militar como un soldado, y posteriormente comandante, de Qin en los campos de batalla de los reinos combatientes de China. Él persigue incansablemente su meta de convertirse en un “Gran General bajo los Cielos”, ayudando también al rey Zheng a alcanzar su sueño de unificación para acabar con las guerras de una vez por todas. 

## Personajes
Li Xin (李信 Ri Shin?)
Voz: Masakazu Morita
Xin (Shin en la versión japonesa) es un huérfano que creció como sirviente junto a su mejor amigo Piao. El comportamiento de Xin es mayormente impulsivo, pero, inspira a sus camaradas y a aquellos que le rodean. Después de la muerte de Piao, Xin decide ayudar al rey de Qin, Ying Zheng, a escapar de sus enemigos con la ayuda de He Liao Diao. Xin se enlista en el ejército de Qin, y tras demostrar su determinación y habilidades, el general Wang Qi lo nombra líder de la unidad especial Fei Xin, de 100 hombres. Con Qiang Lei y Yuan como sus lugartenientes, Xin se une a Wang Qi en su ataque en el Estado de Zhao. Desarrolla un gran respeto por Ying Zheng y sus caminos se entrelazan. Tras la invasión del Estado de Wei, lo nombran líder de una unidad de 1000 hombres.
Ying Zheng (嬴政 Ei Sei?)
Voz: Jun Fukuyama
Ying Zheng es el trigésimo primer rey de Qin. Declara que unificará toda China, pero solo tiene unos pocos años para hacerlo, pues hay enemigos más allá de Qin (Zhao, Wei, Chu, y otras naciones) y problemas internos con sus rivales en política: el ministro Lü Buwei, que planea hacerse con el trono, y la reina madre. Al no ser formalmente coronado como rey, el poder de Ying Zheng es limitado. Sus metas y las de Xin coinciden cuando este último declara que será la “espada” de Zheng en la unificación de China. Tiene una hija llamada Lì con Xiàng, una sirvienta.
Li Piao (李漂 Ri Hyō?)
Voz: Jun Fukuyama
El mejor amigo de la infancia de Xin, e igualmente un huérfano de guerra. Piao también desea convertirse en un general reconocido en toda China. Su apariencia es idéntica al rey Ying Zheng, por lo que se le ofrece un puesto en el palacio de Qin como el doble de Zheng. Él acepta, solo para morir luchando contra un asesino contratado por la facción de Cheng Jiao. Piao es un personaje ficticio creado por el autor y no existió en la historia real.
He Liao Diao (河了貂 Ka Ryō Ten?)
Voz: Rie Kugimiya
He Liao Diao es una chica joven y la última descendiente de una tribu de la montaña, pero mantiene su identidad secreta vistiéndose como un hombre. Se une a Xin en ayudar a Zheng a escapar de los soldados de Lü Buwei. Tras ver la batalla de Wang Qi y Xin contra Zhao, le dice a Xin que se unirá al ejército de Qin, pero él solo ríe. He Liao Diao es tomada como aprendiz de estrategia militar, posteriormente, se vuelve la estratega de la unidad Fei Xin. Se insinúa que tiene sentimientos románticos hacia Xin, aunque él ve la relación más como una de hermanos.
Qiang Lei (羌瘣 Kyō Kai?)
Voz: Yōko Hikasa
Qiang Lei es una espadachina increíble y una asesina eficiente. Fue miembro del Chi You, un grupo de asesinas en el que avanzaban a expensas de matar a las candidatas rivales. Tras la muerte de su hermana mayor, Qiang Xiang, en una arreglada serie de combates a muerte, Qiang Lei juró venganza contra la mujer que la mató. Se unió a la unidad Fei Xin tras su formación y se volvió vicecomandante, manteniendo su género en secreto. Pese a su ingenuidad es bastante más inteligente que Xin, quién confía en ella por sus estrategias como sus habilidades con la espada. Después de que Xin descubre su identidad, ella se vuelve más amigable y abierta hacia él, aceptando su lugar en la unidad Fei Xin y llamándola su hogar. Su identidad es revelada al resto de la unidad tras ser gravemente herida en la batalla contra el Estado de Wei. Se infiere que puede tener sentimientos románticos hacia Xin.
Chang Wen Jun (昌文君 Shōbun-kun?)
Voz: Nakano Yutaka
Lord Changwen (también conocido de este modo) fue anteriormente un hábil guerrero durante el reinado del rey Zhaoxiang de Qin, quien se abrió camino hasta convertirse en uno de los cancilleres de Qin junto con Lord Changping. También es un asesor de confianza del rey. Es extremadamente leal a Ying Zheng, ayudándolo tanto en reclamar el trono como en la lucha política contra el rival de Ying, Lü Buwei.
Bi (壁 Heki?)
Voz: Koji Yusa
Leal subordinado de Lord Changwen. Inicialmente, Bi era un comandante de 1000 hombres que ascendió a comandante de 3000 hombres y finalmente fue promovido al rango de General después de contribuir a muchas de las campañas militares de Qin junto con Xin. Se muestra que Xin confía en él y está enamorado de Yang Duan He desde su primer encuentro
Wang Qi (王騎 Oo Kii?)
Voz: Rikiya Koyama
Basado en un general Qin de la vida real, Wang Yi, Wang Qi fue el último "Seis Grandes Generales" que quedaba en la época del rey Zhaoxiang de Qin. Uno de los mejores generales de Qin incluso en la época de la coronación de Ying Zheng, entrenó y perfeccionó las habilidades de batalla y liderazgo de Xin y también bautizó a su unidad como "Unidad Fei Xin". Durante la Campaña de Mayang, Wang Qi se enfrentó a Pang Nuan, uno de los Tres Grandes Generales de Zhao y el asesino de su prometida y compañera de los Seis Grandes, Liao. Antes de que pueda acabar con Pang Nuan, recibe un disparo por detrás con una flecha, lo que le permite a Pang Nuan apuñalar su corazón. A pesar de quedar mortalmente herido, logró continuar luchando antes de retirarse con Xin y él. Lejos de la batalla, Wang Qi le da a Xin su hacha antes de sucumbir finalmente a sus heridas.
Wang Ben (王賁 Ou Han?)
Voz: Yoshimasa Hosoya
Hijo del actual patriarca de la familia Wang y Gran general de Qin, Wang Jian. Futuro heredero de la familia Wang y pariente del difunto Gran general, Wang Qi. Firme y estricto, no se anda con bromas como Meng Tian o Xin. Un soldado de caballería muy diestro con habilidades de lanza de primer nivel. Lucha por la contienda para convertirse en el próximo "Gran general" junto con Xin y Meng Tian. Es el comandante de su propia unidad, la "Unidad Ye Feng", compuesta en su mayoría por soldados de caballería de origen noble.
Meng Tian (蒙恬 Mou Ten?)
Voz: Hirofumi Nojima
Meng Tian fue el hijo de uno de los "Seis Grandes Generales" de Qin, Meng Wu, nieto del antiguo general Meng Ao, hermano de Meng Yi y comandante de su propia unidad, la Unidad Ye Hua. A menudo se muestra bastante jovial, alguien que no se toma las cosas en serio y un extrovertido que incluso se hace amigo de los otros comandantes de unidad que también luchaban por ser generales, como Xin y Wang Ben. También se le ve a menudo vistiendo trajes extravagantes que son más apropiados para un aristócrata mientras está en el campo de batalla y su unidad personal también sigue su estilo de ser retratado a menudo como una unidad "bromista", sin ser serio en absoluto. Sin embargo, cuando comienza la batalla, a menudo se demostró que Meng Tian es un verdadero espadachín con habilidades impecables y también grandes aptitudes de liderazgo y de planificación táctica con las que puede cambiar rápidamente el estado de ánimo de sus propias fuerzas, pudiendo pasar de estar inactivos a ser una fuerza de combate eficaz. También es capaz de elaborar planes de batalla no sólo para su propia fuerza sino también para Xin y, a veces, incluso para Wang Ben si sus caminos se encontraban en el campo de batalla.
Lü Buwei (呂不韋 Ryo Fui?)
Voz: Tesshō Genda
Lü Buwei comenzó como un comerciante destacado e influyente de Zhao. Después de ayudar al príncipe de Qin, Sou Jou (posteriormente conocido como el rey Zhuangxiang) a escapar del cautiverio de las manos de Zhou, ganó el puesto de "Ministro de la Derecha" una vez que Zhuangxiang fue ascendido a Rey. Mientras ayudaba a Zhuangxiang a ganar poder para que pudiese ascender a rey, comenzó a sobornar a todos los que pudo e incluso ofreció a su propia prometidoa a Zhuangxiang como su concubina, quien sería la madre de Ying Zheng. Con el tiempo, usurparía más poder en los tribunales y se convirtió en canciller de Qin mientras luchaba por el poder contra Ying Zheng.
Yang Duan He (楊端和 Yoo Tan Wa?)
Voz: Sonozaki Mie
Yang Duan He es conocida como “Rey de la Montaña” (nótese el cambio de género en el título) de las tribus de las montañas en las fronteras de Qin. Inicialmente trató a Xin y Ying Zheng con descontento debido a cómo la administración anterior de Qin los había descuidado después de que su tratado de coexistencia caducara durante 400 años. Después de escuchar las ambiciones de unificación de Zheng y de prometer mejores relaciones con las tribus de las montañas, Yang Duan decidió confiar nuevamente en Zheng y la gente de Qin, después siguió el consejo de Zheng de llevar a las tribus de las montañas a un nuevo mundo. Unos capítulos después de su introducción reveló ser una mujer y continuó unificando a todas las demás tribus sueltas en una entidad unificada bajo su liderazgo. También transmitiría la información sobre la pacificación de Zhao en Xiongnu (al norte del territorio de Zhao), quienes llevarían a sus unidades de caballería desde el norte hasta las planicies de Bayou en Qin para enfrentarse a Wang Qi.
Li Mu (李牧 Ri Bokku?)
Voiced by: Toshiyuki Morikawa
Li Mu es uno de las "Tres Grandes Devas" de Zhao y uno de los principales antagonistas de la serie. Fue presentado por primera vez como el protagonista principal en el manga one-shot anterior de Hara, “Li Mu y Hai Yin” e hizo su aparición oficial en la serie durante el cuarto día de la Batalla de Bayou mientras él y Hai Yin viajaban para observar la batalla, terminando en la revelación de que era el misterioso comandante en jefe que acababa de eliminar a una gran mayoría de las tribus del norte. En un inicio se mostró distante y jovial, pero pronto se reveló como un estratega de primer nivel en el campo de batalla, incluso elaborando estrategias y reclamando la vida de Wang Qi en la batalla culminante en las llanuras de Mayang entre Zhao y Qin.
Lian Po (廉頗 Ren Pa?)
Voz: Naomi Kusumi
Lian Po fue uno de las "Tres Grandes Devas" de Zhao. Después de ser despojado de su mando militar por el nuevo rey de Zhao, el rey Daoxiang, Lian Po se rebeló y llevó a sus lugartenientes y otros oficiales que sobrevivieron a la rebelión hacia Wei como exiliados. Sin embargo, cuando Qin y Zhao formaron una alianza que provocó que Qin invadiera Wei, el rey Jingmin de Wei le pidió a Lian Po que comandara todo el ejército de Wei contra Qin. Lian Po finalmente fracasó y, después de la derrota, fue nuevamente exiliado a Chu.

## Obra y medios

### Manga
Escrito e ilustrado por Yasuhisa Hara[ja], Kingdom ha sido serializado en la revista de manga seinen Weekly Young Jump de Shueisha desde el 26 de enero de 2006. Shueisha ha recopilado sus capítulos en volúmenes tankōbon individuales. El primer volumen se publicó el 19 de mayo de 2006. En 2015, Hara declaró que planeaba ampliar la serie hasta 100 volúmenes. Hasta el 17 de julio de 2025, se han publicado 76 volúmenes de tankōbon.
Antes de Kingdom, Hara publicó cuatro prototipos de capítulos one-shot: "Kongo" (金剛) (18 de noviembre de 2003); "Uma Shuhei San-hyaku" (馬酒兵三百, "Caballo y licor para 300 soldados") (15 de enero de 2004); "Li Mu" (李牧) (1 de abril de 2004); y "Meng Wu y Chu Zi" (蒙武と楚子, Mō Bu to So Shi") (2 de diciembre de 2004). Los cuatro capítulos se recopilaron más tarde en el Kingdom Omnibus (キングダム総集編, Kingudamu Sōshūhen), una edición de dos volúmenes, publicado el 5 y 26 de junio de 2012, respectivamente.
El manga ha sido publicado en español por Editorial Ivrea, quien anunció su licenciamiento el 24 de septiembre de 2021 para España y el 27 de abril de 2022 para Argentina, y publicó el primer volumen el 25 de noviembre de 2021 y el 20 de mayo de 2022 (fecha que coincidió con el inicio de la Argentina Comic Con) respectivamente.

### Anime
Una serie de anime de televisión fue adaptada por el estudio Pierrot. Se produjeron dos temporadas de setenta y siete episodios. La primera temporada, que constaba de treinta y ocho episodios, se emitió del 4 de junio de 2012 al 25 de febrero de 2013 en NHK BS Premium. La primera temporada fue dirigida por Jun Kamiya, escrita por Naruhisa Arakawa, contó con música compuesta por Minako Seki y fue producida por Izumi Nakazawa. Los personajes de la serie fueron diseñados por Atsuo Tobe, Noriko Otake y Masatoshi Hakanda.
Una segunda temporada de treinta y nueve episodios se emitió desde el 8 de junio de 2013 hasta el 1 de marzo de 2014. La temporada contó con personal que regresó, Minako Seki y Naruhisa Arakawa, el compositor y el escritor de la primera temporada, respectivamente. Akira Iwanaga reemplazó a Jun Kamiya como director, Izumi Nakazawa se desempeñó como productor de la serie y los diseños de personajes estuvieron a cargo de Itsuko Takeda, Kumiko Tokunaga y Makoto Shimojima. Funimation ha autorizado el anime para su lanzamiento en inglés fuera de Asia.Tras la adquisición de Crunchyroll por parte de Sony, la serie se trasladó a Crunchyroll.
El 8 de noviembre de 2019 se anunció una tercera temporada de la serie, que esta contaría con un equipo de producción completamente nuevo y que la temporada cubriría el arco de la Invasión de la Coalición del manga. La tercera temporada de la serie tiene a Kenichi Imaizumi dirigiendo en Pierrot y Studio Signpost (filial de Pierrot), con guiones de Noboru Takagi y diseños de personajes de Hisashi Abe. Hiroyuki Sawano y Kohta Yamamoto compusieron la música. La temporada se estrenó el 6 de abril de 2020. El 26 de abril de 2020, el comité de producción de anime anunció que el episodio 5 en adelante de la tercera temporada serían pospuestos por la pandemia de COVID-19. La tercera temporada reinició su transmisión desde su primer episodio el 5 de abril de 2021 y finalizó el 18 de octubre del mismo año, transmitiéndose veintiséis episodios. A diferencia de las dos primeras temporadas de la serie, la tercera temporada de Kingdom se realizó utilizando animación 2D tradicional, en lugar de animación CGI. Los compositores Sawano y Yamamoto se incorporaron al proyecto a petición personal del propio Yasuhisa Hara. El director Imaizumi, en reuniones con los compositores, optó por no utilizar instrumentos tradicionales chinos a pesar de la ambientación de la serie, y en su lugar decidieron utilizar instrumentaciones modernas.
Al final del episodio final de la tercera temporada, se anunció una cuarta temporada. Se emitió durante veintiséis episodios del 10 de abril al 2 de octubre de 2022. El elenco volvió a repetir sus papeles.
La quinta temporada se anunció al final de la cuarta temporada. Originalmente estaba prevista para estrenarse el 7 de enero de 2024, pero el estreno se retrasó una semana debido a la cobertura del canal del terremoto de Noto.
Una sexta temporada fue anunciada en abril de 2025 y está programada para octubre de 2025.

### Película
El 17 de abril de 2016, la revista editorial del manga Shūkan Young Jump lanzó un cortometraje especial. Es un cortometraje promocional de acción en vivo para la serie. Fue hecho para el décimo aniversario del lanzamiento de Kingdom y filmado por Hengdian World Studios en China. En abril de 2018, el creador de Kingdom, Yasuhira Hara, reveló previamente que una película de acción real de su serie había sido autorizada. El autor declaró que participó en reuniones de guiones, elogiando el guion 'satisfactorio', el presupuesto 'sin precedentes' y todos los actores del elenco 'ultragrande', protagonizados por Kento Yamazaki y Dirigido por Shinsuke Sato. La película fue lanzada el 19 de abril de 2019.

## Recepción
Kingdom fue el ganador del gran premio del Premio Cultural Tezuka Osamu en 2013 con un juez que comentó: "No recuerdo la última vez que leí casi 30 volúmenes (de un título de manga) seguidos sintiéndome tan emocionado".
El manga también obtuvo un récord mundial Guinness el 12 de diciembre de 2012 para el manga escrito por la mayoría de la gente. El récord se debió a su campaña "Social Kingdom" en la que los fanáticos y otros artistas tuvieron la tarea de volver a dibujar todo el volumen 26. Los participantes incluyeron a los creadores de manga Eiichiro Oda (One Piece), Masashi Kishimoto (Naruto), Hirohiko Araki (JoJo's Bizarre Adventure), así como actores de voz y fanáticos.
La serie había vendido 30 millones de copias hasta abril de 2017. A diciembre de 2018, el manga vendió 38 millones de volúmenes recolectados en Japón.
En 2024 se convirtió en uno de los 20 Mangas más vendidos.